# Альбергати, Николо
Николо Альбергати (1373, Болонья, Италия — 9 мая 1443, Сиена, Италия) — итальянский кардинал и дипломат.

## Биография
Альбергати родился в Болонье. В 1394 году вступил в орден картузианцев. Поддерживал папу Мартина V.
В 1417 году назначен епископом Болоньи. Развивал родной город, создавая центры образования.
При различных папах выполнял функции дипломата, посещал Францию и государства Италии. Замещал Евгения IV на конгрессе в Аррасе (Франция).
В 1426 назначен кардиналом-священником титулярной церкви Санта-Кроче-ин-Джерусалемме в Риме. Участвовал в Базельском соборе (1439) и открыл Флорентийский собор, который способствовал сближению католической и православной церквей.
Умер 9 мая 1443 года в городе Сиена, Италия.

## Канонизация
25 сентября 1744 года Альбергати объявлен святым католической церкви.